# Чуварлейка (Ардатовский район)
Чуварле́йка  — село в Ардатовском районе Нижегородской области Россия. Ранее входило в состав упраздненного Котовского сельсовета. В данный момент входит в состав городского поселения рабочего поселка Ардатов.

## Этимология
Название села происходит от эрзянских слов шувар/чувар — «песок» и лей — «речка», «овраг».

## История
Местные жители утверждают, что село возникло примерно лет 250 тому назад. Кругом был лес, была речка. На берегах этой речки и поселился народ. Народ выселился, вероятно, из Сарминского Чуварлей-Майдана Вознесенского района. Вот и привезли они свое название села Чуварлей, которое впоследствии преобразовалось в название Чуварлейка. Следует заметить, что в Вознесенском районе в настоящее время нет населенного пункта, называвшегося бы Сарминский Чуварлей-Майдан; в этом районе находится с. Сарминский Майдан Нарышкинского сельского Совета.
На территории Нижегородской области в настоящее время, помимо с.Чуварлейка Котовского сельского Совета, существуют еще четыре населенных пункта с созвучным названием: д. Чуварлей Кужутского сельского Совета Дальнеконстантиновского района, д. Чуварлейка Березовского сельсовета Арзамасского района, с. Чуварлей-Майдан Чуварлей-Майданского сельсовета Ардатовского района, д. Чуварлей Стрельского сельского Совета Вадского района. Какой из перечисленных населенны пунктов был местом жительства первых переселенцев и дал название с. Чуварлейка Котовского сельсовета, сказать трудно. Скорее всего, между ними нет никакой связи.
В середине XIX в. Чуварлейка находилась в 9 верстах от р. п.Ардатова, вблизи проселочной дороги, соединявшей Ардатов с почтовым трактом Арзамас - Муром.
Село было расположено при речках Лемети и Чуварлейке. Оно входило в состав второго стана Ардатовского уезда Нижегородской губернии.
В 1859 г. в селе числилось: 31 двор, 133 души мужского и 128 душ женского пола. В с. Чуварлейка значительная часть дворов принадлежала князю Гагарину, и лишь примерно пятая часть села находилась в ведении удельного ведомства. Примерно 250 лет назад в селе была построена церковь с часовенкой. Она была расположена между двух сел: Измайловкой и Чуварлейкой. В церкви был свой священник, а также староста и дьячок.
По воспоминаниям местных жителей, крестьяне села сеяли рожь, овес, гречиху, просо, лен, сажали картофель и репу. Песчаные земли села не могли обеспечить высокие урожаи зерновых - основы крестьянского благосостояния. Поэтому в селе были развиты различные промыслы, призванные восполнить недостаток своих хлебов. Так, в 50 -60-е гг. XIX в. Чуварлейка была одним из центров товарного производства растительных масел. Промыслом, который прославил Чуварлейку в Ардатовском уезде и за его пределами, было плетение лаптей.
Село являлось одним из старейших «лапотных» сел. В середине XIX в. в селе этим промыслом занималось 50 мастеров. В это время Чуварлейка состояла из 60 дворов, в ней проживало 178 мужчин и 183 женщины. Условия производства и сбыта лаптей в Чуварлейке были такими же, как и в соседних населенных пунктах: Измайловке, Лемети и Ужовке. Для заготовки лыка кустари арендовали до 12 десятин липняка. В селе плели некрещеные лапти - самый грубый вариант дорожных лаптей. На них шло широкое лыко, впрочем, оно в некрещеных лаптях составляло лишь треть, а основным материалом был сдирок -последний не отличался прочностью, быстро размачивался - поэтому и некрещеные лапти не были долговечными. Основное их достоинство заключалось в дешевизне: 3 коп. за пару. Средняя чуварлейская семья имела в год от лапотного промысла 46 руб. чистого барыша. Еще до 80 руб. она могла получать от продажи связок лыка для лапотников безлесных областей, от лесных промыслов: рубки и возки дров и леса. Около 50 чуварлейских жителей занимались продажей в разнос «ножевого товара». Этот промысел чуварлейцы в 80-х гг. XIX в. переняли у разносчиков с. Гари (Ардатовского же уезда). Земля в Чуварлейке находилась в общинном владении. Душевой надел равнялся 4,5 десятины. Распределение земель было следующим: в первой чуварлейской общине (бывших удельных крестьян) - 2 десятины 1346 саженей усадебной земли и 156 десятин 2330 саженей удобной земли; во второй чуварлейской общине (бывших крепостных князя Гагарина) - 24 десятины усадебной, 18 десятин неудобной, 345 десятин пахотной и 16 десятин луговой земли, 47 десятин кустарника. В Чуварлейке в середине 80-х гг. XIX в. было 13 крестьян, имевших собственную покупную землю. Размер их земельной собственности колебался от 1 до 11,5 десятины земли, а всего «собственной» земли числилось 39 десятин. Кроме того, чуварлейские крестьяне арендовали ежегодно до 40 десятин земли у князя Гагарина. Недоимок за Чуварлейкой практически не числилось: всего 10 руб. 35 коп. (совокупный размер душевой подати составлял 10 руб., за селом числилось 125 окладных душ).
В 1897 г. в селе насчитывалось менее 500 жителей.
По воспоминаниям старожилов, в 1902 г. была построена начальная школа, она находилась недалеко от церкви, между двух сел - Измайловкой и Чуварлейкой.
В 1904 г. в селе действовало одно заведение бакалейно-галантерейной торговли. Оно принадлежало В.И. Дудину. О другом зажиточном человеке с. Чуварлейка рассказывают следующее: «Были в селе просорушка, крупорушка. Была и топталка. Это сооружение для изготовления сукна, из которого шили одежду. Все это принадлежало одному хозяину - Панкратову. Он был очень богатый. Но разозлился на него народ, и среди дня подожгли его дранку. Все у него сгорело».
В 1910 г. в Чуварлейке насчитывалось 94 двора, составлявших два крестьянских общества. В первой общине (бывших удельных) числилось всего 16 дворов, во второй (бывших крепостных) - 78 дворов. Село входило в состав Котовской волости Ардатовского уезда Нижегородской губернии.
В 1912 г. число дворов в селе сократилось до 85. В это время в Чуварлейке проживало 586 жителей. На крестьянских подворьях содержалось 564 головы домашнего скота.
Советская власть в с. Чуварлейка установлена в 1917 г. мирным путем. Во время Гражданской войны военных действий в селе не было. Приезжали в село за скотом, его увозили. Были дезертиры, их расстреливали. В село были сосланы крестьяне с Украины. В селе был образован свой Совет. Первым его председателем был Василий Михайлович Данилов. А затем председателем стал Моча-лов. Вот Мочалов и вел раскулачивание местных жителей. Он был приезжим активистом.
Сельхозартель в селе образовалась в 1932 г. А колхоз образовался в 1934 г. Сначала в него вошли не все, но в 1935 г. вступили все семьи. Были и кулаки. Панкратов Иван жил зажиточно, богато, был хозяином дранки. Его раскулачили, отняли у него все. Ночью он с семьей уехал в Кулебаки. Там они умер. После него в селе сохранился дом. Его несколько раз ремонтировали, переходил он к другим хозяевам. Сейчас в нем живет Евдокия Павловна Абрашова. Во время Великой Отечественной войны на фронт ушло все трудоспособное население  - примерно около 100 человек. Но с фронта вернулось в родное село всего лишь человек 10 - 15. Большинство ушедших чуварлейцев осталось на полях сражений. Население села - русские, в основном православные, но были и баптисты. У них была своя служба, свои обряды, они справляли свои праздники. Колхоз был бедным. Много жителей села разъехалось.
В 1969 г. колхоз вошел в состав совхоза «Котовский». Но с. Чуварлейка не центральная усадьба. Строительства большого в селе не велось.
Лишь в 1980-х гг. в селе построены три квартиры.
По данным обследования 1978 г., в селе было 47 дворов, проживало 138 жителей (59 мужского и 79 женского пола). Молодежи в селе мало. Преобладает население пенсионного возраста. В крестьянском подворье в настоящее время имеется усадебный участок в размере 0,30 - 0,40 га, держат крупный рогатый скот, свиней, овец. На участке выращивают картофель и другие овощи для себя и личного скота.
В 1992 г. в с. Чуварлейка числилось 37 дворов, население составляло 70 человек (27 мужского и 43 женского пола), жители держали 82 головы скота, в том числе 12 коров.

## Географическое положение
Село Чуварлейка находится на юго-западе Нижегородской области России, к югу от автомобильной дороги Кулебаки — Саконы, к западу от реки Лемети. Административный центр муниципального округа Ардатов находится в 9 км к юго-востоку от Чуварлейки. На севере село примыкает к селу Измайловке. Село соединено просёлочными дорогами на северо-западе с бывшим посёлком Дубравой (расстояние 6 км), на юго-востоке — с деревней Ужовкой (3 км), на юге — с селом Котовкой (4 км), на западе — с деревней Новолей (4 км). Посреди села находится небольшое озеро, со всех сторон оно окружено лесами. Высота над уровнем моря около 125 метров.
Село Чуварлейка, как и вся Нижегородская область, находится в часовой зоне МСК (московское время). Смещение применяемого времени относительно UTC составляет +3:00.

## Административная принадлежность
Село Чуварлейка входит в состав административно-территориального образования Рабочий посёлок Ардатов Ардатовского муниципального округа Нижегородской области Российской Федерации.

## Климат
Село находится в зоне умеренно-континентального климата, который характеризуется холодной продолжительной зимой и тёплым, но достаточно коротким летом. За год выпадает в среднем 450—550 мм осадков, из них 68 % — в виде дождя и 32 % — в виде снега. Среднегодовая относительная влажность воздуха — 76 %. Снежный покров достигает 50 см, а в особо снежные зимы может достигать одного метра и более.
Весна приходит резко, обычно к середине апреля, при этом вплоть до середины мая нередки заморозки. Лето сравнительно короткое и достаточно жаркое — в отдельные годы температура может достигать 36 °C. Шапка лета приходится на июль. В конце весны и лета нередки грозы — их может случаться до 20 за год, почти каждый год выпадает град. Осень приходит в сентябре и стоит до начала ноября, но уже в сентябре нередки заморозки. Зима наступает в начале ноября и продолжается до середины марта. Обычно первый снег выпадает в октябре и держится в течение пяти месяцев, сходит к 10—15 апреля. Почва промерзает на глубину 70—90 см.
Вегетационный период составляет 189 дней, продолжительность безморозного периода — 137 дней.

## Население
| Численность населения | Численность населения | Численность населения | Численность населения | Численность населения | Численность населения | Численность населения | Численность населения | Численность населения |
| 1859                  | 1890                  | 1916                  | 1978                  | 1992                  | 1999                  | 2002                  | 2010                  | 2021                  |
| --------------------- | --------------------- | --------------------- | --------------------- | --------------------- | --------------------- | --------------------- | --------------------- | --------------------- |
| 259                   | ↗361                  | ↘256                  | ↘138                  | ↘70                   | ↘53                   | ↗58                   | ↘41                   | ↘17                   |

## Инфраструктура
В селе две улицы: Зелёная и Школьная.